# فهرست جنبش‌های جدایی‌خواه فعال در اروپا
فهرست جنبش‌های جدایی طلب فعال در اروپا (انگلیسی: List of active separatist movements in Europe) فهرستی از جنبش‌های جدایی طلب فعال در اروپا است. جدایی طلبی شامل خودمختاری و تجزیه طلبی است. گاهی اوقات جنبش تجزیه طلب با خودمختاری داخلی در تضاد هستند. مقالات موجود در این لیست باید دارای سه معیار باشند:
1. آن‌ها جنبش‌های فعال جاری، با اعضای فعال هستند.
2. آن‌ها به دنبال استقلال یا خودمختاری بیشتر برای یک منطقه جغرافیایی هستند (در مقایسه با استقلال شخصی).
3. آن‌ها شهروندان / مردم منطقه مورد مناقشه هستند و از کشور دیگری نمی‌آیند.

## آذربایجان
- جمهوری آرتساخ
- جمهوری خودگردان تالش-مغان
- لزگیستان

## بلژیک
- مناطق آلمانی زبان
- فلاندر
- والونی

## بوسنی و هرزگوین
جمهوری صرب بوسنی

## کرواسی
شهرستان ایستریا

## قبرس
قبرس شمالی

## چک
موراویا

## دانمارک
- جزایر فارو
- برنهلم

## روسیه
کارلیا

## اوکراین
جمهوری خلق دونتسک
جمهوری خلق لوهانسک
جمهوری خودمختار کریمه

## مولداوی
ترانس‌نیستریا

## اسپانیا
کاتالونیا
باسک
گالیسیا

## فنلاند
جزایر الند

## فرانسه
- بریتانی
- آلزاس
- سرزمین باسک شمالی
- اکسیتانیا
- فلاندر فرانسه
- پروانس
- کاتالونیای شمالی

## ایتالیا

فریولی ونتزیا جولیا

لمباردی

ساردینیا

سیسیل

تیرول جنوبی

- فریولی ونتزیا جولیا
- استان تریسته
- لمباردی
- ایتالیای شمالی
- ایتالیای جنوبی
- ساردینیا
- سیسیل
- تیرول جنوبی
- توسکانی
- ونتو

## آلمان
- فریسی شمالی و فریسی شرقی
- زاکسن
- باواریا

## گرجستان
آبخاز
اوستیا (مقاله اصلی: ستیزه گرجستان-اوستیا)
جاواختی